# 原ひさ子
原 ひさ子（はら ひさこ、1909年（明治42年）8月6日 - 2005年（平成17年）12月4日）は、日本の女優。本名は石島 久（いしじま ひさ）。旧芸名に原緋紗子、原緋沙子。

## 略歴
1909年（明治42年）、静岡県静岡市に四人兄妹の末っ子として生まれた。父は銀行員だったが、6歳の時に亡くなっている。
不二高等女学校（現：静岡雙葉高等学校）を卒業すると同時に上京し、伯父夫婦の養子となった。伯父は会社のエンジニアだったが、東京大学の近くで下宿と喫茶店も経営していた。この当時原は家業を手伝ったり、長唄や生け花を習うなど花嫁修業をしていた。
1933年（昭和8年）、新聞の広告で見た前進座の座員募集に応募した。当時は女優になろうとする気はなく、裏方にでもなれればいいと思っていた。しかし、女優募集の試験であったため、周りには綺麗な人しかいなく、逃げだしたい気持ちになったという。試験官には久保栄や村山知義らがいた。数日後、合格通知が届いた。合格の理由は「何もできないところが素直でよかった」とのこと。芝居が好きだった伯父や姉は女優になることを許してくれたが、静岡で銀行員をしていた兄は猛反対し、以降3年間絶縁された。
初舞台は新橋演舞場の『牛を喰う』の町娘役で、最初に貰った給料は15円だった。その後原緋紗子の芸名を名乗り、歌舞伎や股旅物、現代劇などの舞台に立った。特に、現代劇『石川啄木』では啄木の妻役で出演し、好評を博し当り役とした。そのほか前進座ユニットの映画にも出演。映画初出演は1935年（昭和10年）公開の『街の入墨者』で、女方として出演した河原崎国太郎の声の吹き替えをした。1937年（昭和12年）には山中貞雄監督の遺作である名作『人情紙風船』に出演した。
1938年（昭和13年）に同じく前進座所属の俳優・石島房太郎と結婚した。
1944年（昭和19年）に夫婦揃って東宝の専属となる。終戦後は役者の仕事がなかったことから親戚の所有する空き家を借りて喫茶店を経営していたが、東宝劇団山田五十鈴一座の旅公演に誘われたことで活動を再開。
多くの映画に出演したが、東宝争議で契約破棄を告げられたため、同じく契約破棄された人たちと東宝演技者集団（のちに東宝映画俳優協会）を結成し、独立プロの映画を中心に出演した。1950年（昭和25年）にフリーランスとなる。1955年（昭和30年）以降は日活映画を中心に活躍。また、1952年（昭和27年）頃に芸名を原ひさ子に改名した。
1960年（昭和35年）に東京俳優生活協同組合の創立に参加し、晩年まで所属していた。
「お婆ちゃん役の名脇役」として数多くの映画・テレビドラマに「お婆ちゃん役」で出演。150cmと小柄な体つき・か細く愛らしい声・ほのぼのとした温和な雰囲気で親しまれた。1989年（平成元年）には、芸団協 芸能功労者賞を受賞した。また、1999年（平成11年）にはアメリカ紙ニューヨーク・タイムズに「日本の最高齢女優」として紹介された。
70歳を過ぎてから小堺一機が司会を務めた『ライオンのいただきます』に出演して以降、同番組の準レギュラーとして出演するほか、多くのバラエティ番組でも活躍。CMにも出演した。
70歳で俳句を始め、2000年（平成12年）、90歳で初の著書『ばばさまの俳句は日記つれづれに』を出版した。
誕生日が広島市への原子爆弾投下の日と同じである。戦後、原は原爆で亡くなった人々への追悼と、原爆病でいまだに苦しむ被爆者の気持ちを考え、一生誕生日を祝わないと誓い、その日には必ずすいとんを食べることにした。
2005年（平成17年）12月4日午後9時32分、家族と夕食を終えた後に意識を失い、東京都内の病院へ搬送中の救急車の中で心不全のため死去。96歳没。遺作は映画『サヨナラCOLOR』。

## 出演歴

### 映画
- 街の入墨者（1935年、日活） - 友吉の女房
- 人情紙風船（1937年、P.C.L.） - おてつ 役
- 阿部一族（1938年、東宝） - 一太夫の妻
- 逢魔の辻 江戸の巻（1938年、東宝） - 三沢家女中
- 男（1943年、東宝）
- 愉しき哉人生（1944年、東宝） - 妻・たみ 役
- 最後の帰郷（1945年、大映） - 水戸中尉の母
- わが青春に悔なし（1946年、東宝） - 糸川の母 役
- 或る夜の殿様（1946年、東宝） - 福本妻住
- 女優（1947年、東宝）
- 青い山脈（1949年、東宝） - 白木先生 役
- 女の顔（1949年、太泉映画） - 山田の妻
- 名探偵ヒロシ君（1949年、東宝教育） - ヒロシの母 役
- 消えた仔牛（1949年、東宝教育）
- 空気の無くなる日（1949年、日本映画社）
- 殺人者の顔（1950年、東宝） - 近所の主婦
- 暴力の街（1950年）
- 山びこ学校（1952年、八木プロ）
- 高原の悲歌（1952年、東映） - 旅館の女将
- 原爆の子（1952年、近代映画協会）
- 母のない子と子のない母と（1952年、新教映） - 史郎のおばあちゃん 役
- ひめゆりの塔（1953年、東映） - 父兄
- 縮図（1953年、近代映画協会）
- 女ひとり大地を行く（1953年、キヌタプロ）
- 雲ながるる果てに（1953年、重宗プロ）
- 足摺岬（1954年、近代映画協会） - トヨ 役
- どぶ（1954年、近代映画協会）
- 太陽のない街（1954年、新星映画）
- ここに泉あり（1955年、中央映画） - 老母
- 狼（1955年、近代映画協会）
- 十九の花嫁（1955年、東映） - 瀬尾家の婆や
- 女優（1956年、近代映画協会）
- 逆光線（1956年、日活） - 婆や・しの 役
- 隣の嫁（1956年、日活） - 母・ぬい 役
- 沖縄の民（1956年、日活） - 祖母
- マラソン少年（1956年、東映教育）
- 妻と夫がけんかした話（1957年、桜映画社） - 婦人会幹部
- 迷信一家（1957年、東映教育）
- 永遠に答えず（1957年、日活）
- 8時間の恐怖（1957年、日活） - 柳川しず 役
- 十七才の抵抗（1957年、日活） - 哲次の母 役
- その女を逃がすな（1958年、日活） - 汽車の中の婆さん
- 第五福竜丸（1959年、近代映画協会） - 山崎の母 役
- 才女気質（1959年、日活） - スミ 役
- つり銭物語（1959年、東映教育） - 文房具屋のお婆さん
- 素晴らしき娘たち（1959年、東映） - 高橋の母 役
- 鳩杖（1959年、東映教育）
- ぼくらも負けない（1959年、東映教育）
- なまはげ（1960年、東映教育）
- 南の風と波（1961年、東宝） - お虎さん
- 現代家族（1962年、桜映画社） - バス停の待ち客
- 柳ヶ瀬ブルース（1967年、東映） - 福本たけ 役
- 超能力だよ全員集合!!（1974年、松竹） - まつ 役
- はつ恋（1975年、東宝） - 由木原きく 役
- 悪魔の手毬唄（1977年、東宝） - 由良五百子 役※ノンクレジット
- 父よ母よ!（1980年、松竹）
- 黒い雨（1989年、東映） - 閑間キン 役
- バトルヒーター（1989年、アミューズ） - 中川ノブ 役
- ファンシイダンス（1989年、大映） - お婆さん
- 青春デンデケデケデケ（1992年、東映）
- 河童（1994年、カッパドキア） - 老婆
- 静かな生活（1995年、伊丹プロ） - お祖母ちゃん
- ワンダフルライフ（1999年、テレビマンユニオン） - 西川キヨ 役
- 生きたい（1999年、近代映画協会） - 可愛いおばあさん
- 借王 THE MOVIE 2000（2000年、日活） - ソノコ・ギャバン 役
- 三文役者（2000年、近代映画協会） - タイちゃんの実母 役
- 老親 ろうしん（2000年、パオ）
- サヨナラCOLOR（2004年、ザジフィルムズ） - 木下花江 役

### テレビドラマ
- ゴールドステージ うちの宿六（1959年、NTV）
- ここに人あり 第127話「ある国選弁護人」（1960年、NHK）
- お好み日曜座 湖の娘（1960年、NHK）
- 戦争 第11話「雨」（1960年、CX）
- 灰色のシリーズ 第36話「白い手袋」（1961年、NHK）
- NECサンデー劇場 しゃもじ（1961年、NET）
- 日立劇場 激浪（1961年、TBS）
- おかあさん（TBS）
  - 第100話「山のてっぺんの港」（1961年）
  - 第124話「小母さん」（1962年）
  - 第140話「マリアの涙」（1962年）
- 東芝日曜劇場（TBS）
  - 第254話「浅き夢みて」（1961年）
  - 第271話「カミさんと私 7」（1962年）
  - 第312話「冬の感情」（1962年）
  - 第374話「カミさんと私 13」（1964年）
  - 第478話「奇妙な仲」（1966年）
  - 第633話「天国の父ちゃんこんにちは その8」（1969年）
  - 第710話「友、遠方より」（1970年）
  - 第867話「愛の日めくり」（1973年）
  - 第1400話「おんなの家 その13」（1983年）
  - 第1642話「おとこたちの家」（1988年）
- シャープ火曜劇場 第24話「あやに愛しき」（1961年、CX）
- テレビ劇場 紅煉（1963年、NHK）
- 特別機動捜査隊（NET）
  - 第138話「献身」（1964年）
  - 第318話「怪奇の家」（1967年）
  - 第628話「猫」（1973年）
- NHK劇場（NHK） 
  - ふるさとの甘い風（1964年）
  - うしろ姿（1966年）
- 風雪（NHK） 
  - 敵艦見ゆ日露戦争（1965年）
  - 草莽の微臣ありき（1965年）
- 燃ゆる白虎隊（1965年、TBS）- 西条こう
- 泣いてたまるか 第17話「僕も逃亡者」（1966年、TBS）
- 快獣ブースカ 第10話「あの広場を守れ!」（1967年、NTV） - 山川広之介の妻
- コメットさん 第35 - 44話（1968年、TBS） - コメットさんの祖母
- 七人の刑事 第347話「残りの日々」（1968年、TBS）
- 意地悪ばあさん 第81話「恋の季節の巻」（1969年、YTV）
- 金太郎の孫（1970年、ABC）
- ありがとう（TBS / テレパック）
  - 第1シリーズ（1970年7月23日） 第17話 - 松田幸子
  - 第2シリーズ（1972年7月13日） 第25話 - 老女
- アテンションプリーズ 第24話（1970年、TBS）
- 鬼平犯科帳 第53話「おせん」（1970年、NET / 東宝） - おみね
- だいこんの花（1970年、NET）
- 時間ですよ（1971年、TBS）
- おれは男だ! 第41話（1972年、NTV）
- 泣くな青春 第6話「愛の谷間」（1972年、CX・東宝）
- 火曜日の女シリーズ 「ガラス細工の家」（1973年、NTV）
- ジャンボーグA 第36話「恐怖! 蛇が岳の秘密」（1973年、毎日放送） - おばあちゃん
- 新・荒野の素浪人 第27話「土砂降り」（1974年、NET） - 二階堂静
- 太陽にほえろ!（NTV・東宝）
  - 第154話「自首」（1975年） - 田川の母（※キャストはノンクレジット）
  - 第178話「リスと刑事」（1975年） - リスの飼い主
  - 第224話「保証人」（1976年） - バスの乗客
  - 第269話「みつばちの家」（1977年） - デパート屋上のおばあさん
  - 第304話「バスジャックの日」（1978年） - バスの乗客
- Gメン'75 第84話「三本指の刑事」（1976年、TBS・東映） - 人質の老婦人
- 俺たちの朝 第19話「雨漏と人工呼吸と熱い味噌汁」（1977年2月27日、NTV・東宝） - 劇団創作座の審査員
- 白い波紋（1977年、TBS）
- 大鉄人17 第18話「恐怖の夏休み! 暴走する新幹線」（1977年、TBS） - のぞみの祖母
- あにき（1977年、TBS）
- 大都会 PARTII 第44話「殺人捜査」（1978年、NTV・石原プロ） - 映画館CMの出演者
- 魂の試される時（1978年、CX・勝プロ） - 晃の母
- ゆうひが丘の総理大臣 第16話「友情って何でしょう?」（1978年、NTV） - 山川が慕う老婆
- 森村誠一シリーズ 青春の証明（1978年、MBS）
- ふしぎ犬トントン 第6話「男と男の国際デート」（1978年、CX）
- おやこ刑事（1979年、12ch）
- 特捜最前線 （ANB・東映）
  - 第118話「子供の消えた十字路」（1979年）
  - 第214話「バラの花殺人事件」（1981年）
  - 第419話「女医が挑んだ殺人ミステリー!」（1985年）
- あさひが丘の大統領 第28話（1979年、NTV）
- 熱中時代（NTV）
  - 刑事編 第9話「新婚刑事 三度のピンチ」（1979年） - 池田ハル
  - 教師編 第2シリーズ 第1話「帰ってきた熱中先生」（1980年、ユニオン映画） - 列車の乗客のおばあちゃん
- 帝銀事件 大量殺人・獄中32年の死刑囚（1980年、ANB）
- 俺はおまわり君（1981年、NTV）
- ちょっといい姉妹（1981年、TBS）
- ポーラテレビ小説 / 愛をひとつまみ（1981年 - 1982年、TBS） - 徳丸コト
- 男たちの旅路スペシャル 戦場は遥かになりて（1982年、NHK）
- ザ・サスペンス / 「入試問題」殺人事件（1982年、TBS）
- 外科医 城戸修平（1983年、TBS）
- 金曜日の妻たちへ（1983年、TBS）
- 黒い雨・姪の結婚（1983年、NTV）
- こぶしの花 早春鎮魂歌（1984年、NTV）
- 大江戸捜査網 第639話「振り袖 情炎ふたり旅」（1984年、テレビ東京） - お千代
- 気分は名探偵 第4話「怪盗の正体は?」（1984年、NTV） ‐ 池上ハル
- 月曜ワイド劇場 / 女タクシー運転手（1984年、ANB）
- すみれさんが行く（1985年3月25日、NHK） - 千代
- 子供が見てるでしょ!（1985年、TBS）
- うちの子にかぎって…番外編 避暑地のC（1985年、TBS）
- ふぞろいの林檎たちII（1985年、TBS） - 日の出食堂の老夫婦
- 月曜ドラマランド
  - ママをたずねて三千里（1986年、CX）
  - ナイン（1987年、CX）
- 私鉄沿線97分署 第80話「ロマン万歳! 少年探偵団!!」（1986年、ANB・国際放映）- 証言する老婆
- 木曜ドラマストリート / 展望車殺人事件（1986年、CX）
- 誇りの報酬「母に捧げる犯罪」（1986年） - 片平うめ
- あぶない刑事 第32話「迷路」（1987年、NTV）- たばこ屋のお婆ちゃん
- 熱っぽいの!（1988年、CX）
- さわやか3組（1987 ‐ 1988年） ‐ 長谷川美和の祖母 役
- 裸の大将 （KTV / 東阪企画）
  - 第33話「清の三泊四日五島の旅」（1989年） - キク
  - 第71話「清のファインプレー」（1995年）
- 渡る世間は鬼ばかり
  - 第1シリーズ 第29話、第32話（1991年、TBS） - 佐伯ふゆ
  - 第3シリーズ（1996年 - 1997年、TBS）- 秋葉リキ
- 世にも奇妙な物語秋の特別篇「40年」（1991年、CX）
- 土曜ドラマ（NHK）
  - 地球をダメにする50のかんたんな方法（1992年） - 畑はな
- 東京エレベーターガール（1992年、TBS）
- 往診ドクターの事件カルテ 第9話「アイドル女優の妊娠」（1992年、ABC）
- ひとつ屋根の下（1993年、CX）
- ダブル・キッチン 第2ラウンド「葬式はダイハード」（1993年4月23日、TBS）
- 金曜エンタテイメント / これから 海辺の旅人たち（1993年、CX）
- もしも願いが叶うなら（1994年、TBS）
- もうひとつの家族（1995年、NHK）
- ジューン・ブライド（1995年、TBS）
- 輝く季節の中で（1995年、CX）
- Missダイヤモンド（1995年、ANB）
- ロングバケーション（1996年、CX）
- TOKYO23区の女（1996年、CX）
- 極楽遊園地（1997年、NHK）
- 踊る大捜査線シリーズ（CX） - 吉田のおばあちゃん
  - 踊る大捜査線 第11話（1997年）
  - 湾岸署婦警物語 初夏の交通安全スペシャル（1998年）
- ふたり（1997年、ANB）
- すずらん（1999年、NHK）
- オヤジぃ。（2000年、TBS）
- はなまるマーケット殺人事件（2000年、TBS）
- 菊次郎とさき（2001年、ANB） - 新幹線に乗る老婦人

### バラエティー番組
- ライオンのいただきます（CX）
- 音効さん（CX）
- 金曜おもしろバラエティ「'89プロ野球珍プレー好プレー大賞」（CX） - ナレーション

### CM
- 小林脳行 モスボックス
- 日清食品 中華食堂 麻婆麺
- ハタダ ハタダ 栗タルト、伊予福